# Palmira (Wenezuela)
Palmira – miasto na zachodzie Wenezueli w stanie Táchira. Zostało założone w 1627 roku, patronem miasta jest św Agaton.

## Demografia
Miasto według spisu powszechnego 21 października 2001 roku liczyło 32 461, 30 października 2011 ludność Palmira wynosiła 43 106 .